# Ligne Yōrō
La ligne Yōrō (養老線, Yōrō-sen) est une ligne ferroviaire exploitée par  la compagnie Yoro Railway, dans les préfectures de Gifu et Mie au Japon. Elle relie la gare de Kuwana à Kuwana à la gare d'Ibi à Ibigawa.

## Histoire
La Yōrō Railway (différente de la compagnie actuelle) ouvre la ligne le 31 juillet 1913 entre Yōrō et Ikeno, la terminant en 1919. La ligne passe sous le contrôle de diverses compagnies, dont la Kintetsu à partir de 1944. Cette dernière cède l'exploitation de la ligne à l'actuelle Yoro Railway le 1er octobre 2007.

## Caractéristiques

### Ligne
- Longueur : 57,5 km
- Ecartement : 1 067 mm
- Alimentation : 1 500 Vcc
- Nombre de voies : Voie unique

### Services
La ligne faisant un rebroussement en gare d'Ōgaki, l'exploitation est séparée entre la partie nord (Ōgaki - Ibi) et la partie sud (Ōgaki - Kuwana). Les trains sont omnibus.

### Liste des gares
| Gare            | Nom japonais | Distance (km) | Correspondances                                                             | Localisation | Localisation       |
| --------------- | ------------ | ------------- | --------------------------------------------------------------------------- | ------------ | ------------------ |
| Kuwana          | 桑名         | 0             | Kintetsu : Nagoya JR West : Kansai Sangi Railway : Hokusei (à Nishi-Kuwana) | Kuwana       | Préfecture de Mie  |
| Harima          | 播磨         | 1,6           |                                                                             | Kuwana       | Préfecture de Mie  |
| Shimo-Fukaya    | 下深谷       | 4,0           |                                                                             | Kuwana       | Préfecture de Mie  |
| Shimo-Noshiro   | 下野代       | 6,6           |                                                                             | Kuwana       | Préfecture de Mie  |
| Tado            | 多度         | 8,6           |                                                                             | Kuwana       | Préfecture de Mie  |
| Mino-Matsuyama  | 美濃松山     | 11,9          |                                                                             | Kaizu        | Préfecture de Gifu |
| Ishizu          | 石津         | 14,2          |                                                                             | Kaizu        | Préfecture de Gifu |
| Mino-Yamazaki   | 美濃山崎     | 16,2          |                                                                             | Kaizu        | Préfecture de Gifu |
| Komano          | 駒野         | 19,8          |                                                                             | Kaizu        | Préfecture de Gifu |
| Mino-Tsuya      | 美濃津屋     | 24,5          |                                                                             | Kaizu        | Préfecture de Gifu |
| Yōrō (ja)       | 養老         | 28,8          |                                                                             | Yōrō         | Préfecture de Gifu |
| Mino-Takada     | 美濃高田     | 31,8          |                                                                             | Yōrō         | Préfecture de Gifu |
| Karasue         | 烏江         | 34,5          |                                                                             | Yōrō         | Préfecture de Gifu |
| Ōtoba           | 大外羽       | 36,0          |                                                                             | Ōgaki        | Préfecture de Gifu |
| Tomoe           | 友江         | 37,4          |                                                                             | Ōgaki        | Préfecture de Gifu |
| Mino-Yanagi     | 美濃青柳     | 39,4          |                                                                             | Ōgaki        | Préfecture de Gifu |
| Nishi-Ōgaki     | 西大垣       | 41,2          |                                                                             | Ōgaki        | Préfecture de Gifu |
| Ōgaki           | 大垣         | 43,0          | JR Central : Tōkaidō Tarumi Railway : Tarumi                                | Ōgaki        | Préfecture de Gifu |
| Muro            | 室           | 44,1          |                                                                             | Ōgaki        | Préfecture de Gifu |
| Kita-Ōgaki      | 北大垣       | 45,4          |                                                                             | Ōgaki        | Préfecture de Gifu |
| Higashi-Akasaka | 東赤坂       | 47,5          |                                                                             | Gōdo         | Préfecture de Gifu |
| Hiro-Gōdo       | 広神戸       | 50,3          |                                                                             | Gōdo         | Préfecture de Gifu |
| Kita-Gōdo       | 北神戸       | 51,9          |                                                                             | Gōdo         | Préfecture de Gifu |
| Ikeno           | 池野         | 53,5          |                                                                             | Ikeda        | Préfecture de Gifu |
| Kita-Ikeno      | 北池野       | 54,4          |                                                                             | Ikeda        | Préfecture de Gifu |
| Mino-Hongō      | 美濃本郷     | 55,2          |                                                                             | Ikeda        | Préfecture de Gifu |
| Ibi             | 揖斐         | 57,5          |                                                                             | Ibigawa      | Préfecture de Gifu |